# Eufemia kujawska
Eufemia kujawska (ur. ok. 1265, zm. 18 marca 1308) – księżniczka kujawska, księżna halicka i włodzimierska z dynastii Piastów.
Córka księcia kujawskiego Kazimierza I i jego trzeciej żony, Eufrozyny, córki księcia opolskiego Kazimierza I. Siostra księcia kujawskiego, króla Polski Władysława I Łokietka. Żona księcia halickiego i włodzimierskiego Jerzego Lwowica z dynastii Rurykowiczów. Matka ostatnich książąt halicko-włodzimierskich z ruskiej dynastii: Lwa i Andrzeja.
Jedyna zachowana informacja źródłowa potwierdzająca istnienie Eufemii pochodzi od Jana Długosza, który w swych Rocznikach podał, że 18 marca 1308 zmarła księżna Eufemia, córka księcia Kazimierza i żona księcia Rusi Jerzego, zmarłego w tym samym roku, 21 kwietnia, w dniu św. Jerzego i w rocznicę swych urodzin. W literaturze książęta występujący w przekazie polskiego kronikarza zostali zidentyfikowani z Kazimierzem I kujawskim i Jerzym Lwowicem. Na tej podstawie historycy ustalali kolejne informacje dotyczące kujawskiej Piastówny.

## Filiacja
Niemożliwe jest, aby mężem Eufemii był dynasta niepojawiający się w żadnym ruskim źródle. Ze znanych książąt ruskich o imieniu Jerzy jedynie książę halicko-włodzimierski może być brany pod uwagę, ponieważ zgony pozostałych nastąpiły przed 1308 lub też wiele lat później.
Potencjalnym ojcem Eufemii mógł być: Kazimierz I kujawski, jego syn Kazimierz II łęczycki, albo Kazimierz bytomski. Za jej pochodzeniem z trzeciego małżeństwa Kazimierza kujawskiego, z Eufrozyną opolską, przemawia ścisła współpraca Władysława Łokietka z Jerzym, a następnie z jego synami, bardziej zrozumiała w przypadku, gdyby Piastówna była siostrą Łokietka niż jego bratanicą. W dokumencie Łokietka z 27 czerwca 1315 wymienieni są bezimiennie książęta ruscy, nazwani siostrzeńcami – w literaturze identyfikowani z Juriewicami halicko-włodzimierskimi. Na korzyść omawianej filiacji świadczy także niemożność wytłumaczenia w inny sposób konieczności dyspensy, udzielonej 19 sierpnia 1324 przez papieża Jana XXII, dla małżeństwa Kazimierza I cieszyńskiego i Eufemii mazowieckiej z racji zachodzącego między nimi pokrewieństwa w stopniu czwartym dotykającym trzeciego. Wreszcie w źródłach nie ma informacji o potomstwie ani nawet o małżeństwie Kazimierza II łęczyckiego. Gdyby zaś Eufemia była córką Kazimierza bytomskiego, to wychodząc za Jerzego, poślubiałaby zapewne brata swej matki. W związku z powyższym w literaturze Piastówna uchodzi za córkę Kazimierza I kujawskiego i Eufrozyny opolskiej.

## Życiorys

### Narodziny
Małżeństwo jej rodziców zostało zawarte w połowie 1257, ojciec zmarł 14 grudnia 1267. Zatem Eufemia urodziła się najprędzej w następnym roku po ślubie, a najpóźniej jako pogrobowiec w 1268. W literaturze jej narodziny kładzie się na ok. 1265. Z braku źródeł dokładniejsza data urodzenia jest niemożliwa do ustalenia.
Jej imię najprawdopodobniej nawiązywało do bratowej matki, Eufemii, żony Władysława opolskiego a córki księcia wielkopolskiego Władysława Odonica. Istnieje też możliwość, mniej prawdopodobna, że otrzymała miano nawiązujące do córki jednego z książąt pomorskich: Świętopełka, z którym od ok. 1257 ojca Kazimierzówny łączyły przyjazne relacje, lub Mściwoja II, od 1258 męża siostrzenicy księcia kujawskiego, Judyty, hrabianki Breny.

### Małżeństwo z Jerzym Lwowicem
Jak podał Jan Długosz, Eufemia była żoną księcia halickiego i włodzimierskiego Jerzego z dynastii Rurykowiczów. W źródłach nie zachowała się data ich ślubu. Z pewnością małżeństwo zostało zawarte przed drugą połową 1290, kiedy Władysław Łokietek wydał za mąż, za króla Węgier Andrzeja III, swoją bratanicę Fenennę. Gdyby do tego czasu siostra Łokietka pozostała niezamężna, to ona poślubiłaby Arpada. W literaturze dominują dwa stanowiska dotyczące daty ślubu Eufemii z Jerzym.
Pierwsze z nich głosi, że do zawarcia małżeństwa doszło latem 1289. W rywalizacji o tron krakowski pomiędzy Bolesławem II płockim a Henrykiem IV Prawym Władysław Łokietek wspomagał mazowieckiego kuzyna. Według tej hipotezy latem 1289 sytuacja uległa zmianie, gdy książę płocki postanowił wydzielić bratu, Konradowi II czerskiemu, część ziemi sandomierskiej. Wówczas rycerstwo małopolskie sprzeciwiające się książęcemu planowi zaczęło popierać księcia kujawskiego. Ten, aby umocnić swoją pozycję, zawarł sojusz z Lwem Daniłowicem zwrócony przeciwko dotychczasowym kandydatom do krakowskiego tronu. W zamian za pomoc wojskową przeciw Piastom mazowieckim książę halicki miał otrzymać ziemię lubelską. Potwierdzeniem układu między Łokietkiem a Lwem halickim miał być ślub siostry Piasta kujawskiego z synem Romanowicza.
Według drugiego poglądu, zbliżonego do pierwszego, związek Piastówny z Rurykowiczem został zawarty między wrześniem 1289 a 23 czerwca 1290. Powodem małżeństwa było stworzenie sojuszu kujawsko-rusko-czeskiego skierowanego przeciwko księciu wrocławskiemu Henrykowi IV Prawemu, który po śmierci Leszka Czarnego w 1288 został księciem krakowskim. Zamiarem sprzymierzonych było usunięcie wrocławskiego Piasta z krakowskiego tronu. Celem Władysława Łokietka było opanowanie Małopolski, która u schyłku XIII w. odgrywała dominującą rolę w działaniach książąt piastowskich. Król Czech Wacław II nie chciał dopuścić do wzrostu potęgi księcia wrocławskiego, będącego w antyczeskim sojuszu z królem Węgier Władysławem IV i czeskim możnowładcą Zawiszą z Falkenštejnu. Natomiast Lew halicki, sąsiadując od zachodu z Małopolską, a od południa z Węgrami, obawiał się potencjalnego porozumienia antyruskiego. Zgodnie z tą hipotezą ślub Eufemii i Jerzego poprzedziły: zjazd w Opawie z 15 sierpnia 1289, na którym Łokietek, Lew i Wacław II podpisali układ o wzajemnej pomocy, a także zajęcie Krakowa przez Henryka IV Prawego, co miało miejsce 24 sierpnia 1289. Termin końcowy zawarcia małżeństwa między Kazimierzówną a Jerzym wyznacza według tego poglądu śmierć księcia wrocławskiego.
Książęta ruscy okazali się dla Łokietka cennymi sojusznikami. Posiłkowali go w latach 1300 i 1302 w trakcie walk z Wacławem II czeskim.
Na podstawie analizy przekazu Długosza dzienną datę narodzin męża Eufemii historycy kładą na 21, 23 lub 24 kwietnia, natomiast datę roczną różni badacze określają na lata od 1247 do 1259. Jerzy pochodził z małżeństwa księcia halickiego Lwa I z Konstancją, córką króla Węgier Beli IV. Przed poślubieniem Eufemii był żonaty z nieznaną z imienia córką księcia twerskiego Jarosława Jarosławica. Po śmierci ojca objął panowanie w księstwie halicko-włodzimierskim. Zmarł 21, 23 lub 24 kwietnia 1308.
Ze związku Eufemii i Jerzego narodziło się troje bądź czworo dzieci: Lew, Andrzej, Maria i być może Anastazja. Synowie byli ostatnimi książętami halicko-włodzimierskimi z dynastii Rurykowiczów. Maria poślubiła Trojdena, syna księcia mazowieckiego Bolesława II, z małżeństwa z którym pochodził m.in. Bolesław, po śmierci wujów osadzony przez Władysława Łokietka na tronie halicko-włodzimierskim. Natomiast Anastazja wyszła za mąż za księcia twerskiego Aleksandra Michałowica, z którym miała m.in. córkę Juliannę, matkę wielkiego księcia Litwy i króla Polski Władysława Jagiełły.

### Śmierć
Według przekazu Jana Długosza Eufemia zmarła 18 marca 1308, nieco ponad miesiąc przed swym mężem. Miejsce jej pochówku nie jest znane.